# خالد الجادر
خالد الجادر (1924 – 1988) هو رسام عراقي يعتبر في مقدمة رواد الفن التجريدي الحديث في العراق.

## حياته
ولد خالد الجادر في بغداد عام 1924، وتخرج من معهد الفنون الجميلة عام 1946، وتخرج من كلية الحقوق العراقية عام 1947. سافر إلى باريس في منحة دراسية للدراسة في اكاديمية الفنون العليا بباريس (البوزار) وحصل على الدبلوم عام 1954، ثم حصل على شهادة الدكتوراه في الآداب فرع تاريخ الفن الإسلامي من جامعة السوربون بدرجة شرف عن اطروحته بعنوان "المخطوطات العراقية في العصور الوسطى في مكتبة باريس الوطنية". وأثناء وجوده في باريس انضم إلى صالون باريس. حصل على الميدالية الذهبة في الرسم مرتين وهو في البوزار، وعند عودته الى بغداد قام بتدريس الرسم وتاريخ الفن في جامعة بغداد. وشغل منصب عميد معهد الفنون الجميلة في بداية الستينات.

## مناصب وعضوية
- استاذ للرسم وتاريخ الفن في جامعة بغداد.
- عميد لمعهد الفنون الجميلة.
- عميد لأكاديمية الفنون الجميلة عند تأسيسها عام 1961م.
- رئيس اللجنة الوطنية للفنون التشكيلية التابعة لليونسكو.
- عضو اللجنة الثقافية العليا.
- رئيس جمعية التشكيليين العراقيين.
- انتخب أول نقيب لنقابة الفنانين العراقيين.
- سكرتير عام للاتحاد العام للتشكيليين العرب في مؤتمر الإتحاد الأول المنعقد في بغداد لغاية عام 1975م.

## مؤلفاته
1. الواسطي والخصائص الفنية للمدرسة العراقية في العصور الوسطى الإسلامية.
2. المعاصرة والتراث.
3. حركة التوسع الإسلامي وأثرها.
4. سامراء وأثر العلماء الألمان فيها
5. مجموعة بحوث عن فنانين : دكا، ماتيس، فان كوخ
6. مجموعة بحوث عن تاريخ الإمبراطورية البيزنطية
7. مجموعة بحوث عن الحضارة العباسية.
8. مجموعة بحوث عن الإمبراطورية الرومانية
9. مجموعة بحوث عن مفردات حضارية وفنية معاصرة من المانيا الدميقراطية انجزها خلال اقامته في برلين الشرقية
10. خلال الأعوام من 1960 – 1966م
11. حرب الثلاثين عاماً
12. تاريخ العصور الوسطى
13. الباليه او الرقص التعبيري: مجلة العلوم العدد الثامن 1969
14. فضل العرب في التصوير خلال عهد الحضر، بتكليف من الأمانة العامة لجامعة الدول العربية، 1972م
15. مكانة العصور الوسطى ونهايتها: المجتمع الإقطاعي ونشوء المدن والتجارة والحركة الفكرية ونشأة الجامعات.
16. الإنطباعيون
17. الإنطباعيون الجدد
18. السرياليون
19. التجريديون
20. التعبيرية

 بالإضافة الى العديد من البحوث ومنها كتيب عن المخطوطات العراقية المرسومة في العصر العباسي، ولمحات عن الفن العراقي.

## وفاته
توفي  خالد الجابر في 2 كانون الأول/ديسمبر 1988 في الرياض.

## روابط خارجية
أرشيف العراق للفن الحديث - يتضمن نسخًا من الأعمال الفنية بما في ذلك العديد من الأعمال المنهوبة من متحف في عام 2003.